# Peitz
Peitz (in lusaziano Picnjo) è una città di 4 452 abitanti del Brandeburgo, in Germania.

Appartiene al circondario della Sprea-Neiße ed è capoluogo della comunità amministrativa omonima.

## Amministrazione

### Gemellaggi
Peitz è gemellata con:
- Kostrzyn nad Odrą, dal 2001